# Isabelle Adjani
Isabelle Yasmina Adjani (Parigi, 27 giugno 1955) è un'attrice e cantante francese.
Di origini berbere e tedesche, è tra le attrici francesi più apprezzate e premiate della storia del cinema. Detiene il record assoluto di César vinti da un attore, ovvero cinque, ottenuti per le interpretazioni in Possession (1981), L'estate assassina (1983), Camille Claudel (1988), La regina Margot (1994) e La journée de la jupe (2009). Per il medesimo premio ha inoltre ottenuto altre quattro nomination. 
Due volte candidata all'Oscar - la prima volta per l'interpretazione in Adele H. - Una storia d'amore (1975) e la seconda in occasione di Camille Claudel (1988) - ha detenuto per ventotto anni il record di più giovane candidata all'Oscar come migliore attrice protagonista (all'epoca di Adele H. aveva appena vent'anni). È l'unica attrice ad aver vinto per due volte nello stesso anno il Prix d'interprétation féminine, trionfando al Festival di Cannes 1981 grazie alle interpretazioni in Possession e Quartet. Ha vinto anche l'Orso d'argento per la migliore attrice al Festival di Berlino 1989 per l'interpretazione in Camille Claudel, nonché due David di Donatello per Lo schiaffo (1974) e Adele H. - Una storia d'amore. 
In carriera ha recitato ruoli di rilievo in cult movie quali L'inquilino del terzo piano (1976) di Roman Polański e Nosferatu, il principe della notte (1979) di Werner Herzog, primo remake del capolavoro espressionista Nosferatu il vampiro (1922). La sua interpretazione in Possession (1981) è considerata tra le più iconiche della storia del cinema horror e tra le migliori performance femminili di sempre.

## Biografia

### Origini, formazione e inizi

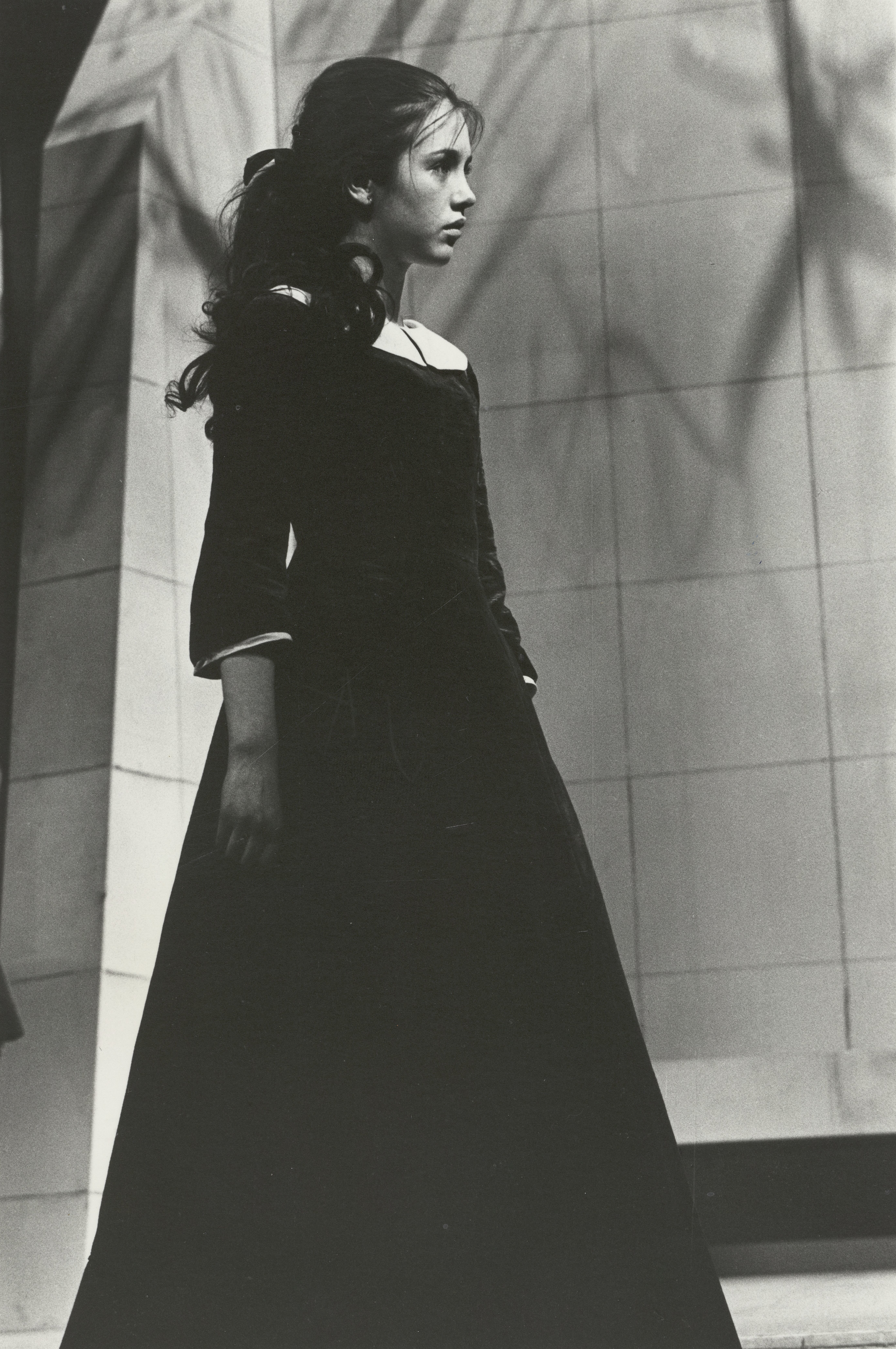
Isabelle Adjani ne L'École des Femmes (1973)

Isabelle Adjani nasce nel XVII arrondissement di Parigi il 27 giugno 1955; figlia di Mohammed Chérif Adjani, un immigrato algerino, nato a Costantina da una famiglia berbera originaria di Iferhounène (in Cabilia), soldato dell'esercito francese durante la seconda guerra mondiale; e di Emma-Augusta Schweinberger, detta Gusti, un'immigrata tedesca originaria della Baviera e di religione cattolica.
Cresce con il padre meccanico, la madre casalinga ed il fratello minore Éric Hakim in una casa popolare nella periferia nord della capitale, a Gennevilliers, imparando a parlare sia il francese che il tedesco. Oltre a queste due lingue, imparerà ad esprimersi fluentemente in inglese, idioma con il quale reciterà in alcuni dei suoi film più famosi. Frequenta il liceo prima a Courbevoie e poi a Reims. Proprio durante il periodo scolastico si approccia alla recitazione, partecipando ad una messa in scena dell'opera teatrale La casa di Bernarda Alba.
A quattordici anni ottiene il suo primo ruolo in un film per bambini, Le Petit Bougnat (1970). Nel 1972 si fa notare nella commedia I primi turbamenti, film nel quale incrocia per la prima volta la collega Isabelle Huppert, altra futura stella del cinema mondiale.
Nel 1973, senza passare dal tradizionale percorso del Conservatoire national supérieur d'art dramatique, entra a far parte della Comédie-Française, dove è particolarmente apprezzata per l'interpretazione di Agnès in L'École des Femmes di Molière. Nel 1974 ricopre il ruolo principale in Ondine di Jean Giraudoux, messa in scena da Raymond Rouleau. Nello stesso anno è la protagonista femminile della miniserie televisiva Le secret des Flamands.

### L'ascesa e la prima candidatura all'Oscar

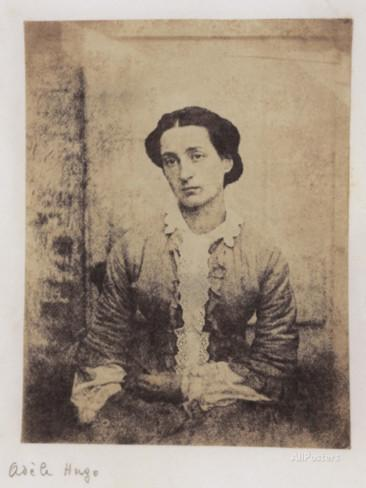
Adèle Hugo, il primo grande ruolo biografico interpretato da Isabelle Adjani, che le valse la prima candidatura all'Oscar per il film Adele H. - Una storia d'amore (1975), diretto da François Truffaut

Il 1974 è l'anno della prima affermazione cinematografica. Dopo aver recitato in Ariane, Isabelle Adjani si rivela al grande pubblico con Lo schiaffo di Claude Pinoteau, nel quale interpreta una ragazza in ribellione contro il padre (interpretato da Lino Ventura). Il successo de Lo schiaffo pone Isabelle Adjani nella cerchia delle attrici francesi più popolari e le fa vincere nel 1975, appena ventenne, un David di Donatello speciale come migliore attrice straniera esordiente. Ha così inizio la grande ascesa dell'attrice, ricercata da molti dei registi più importanti del panorama internazionale.
Il primo celebrato regista a sceglierla è François Truffaut, che di lei - non ricambiato - si innamora. Il cineasta francese la sceglie per interpretare la drammatica vicenda di Adèle Hugo. Nel 1974 Truffaut scrive alla diciannovenne Adjani, invitandola ad accettare la parte. L'attrice parigina è attirata dal ruolo, ma anche molto combattuta per via dei vincoli della Comédie-Française. Il regista non demorde e scrive all'attrice:
(François Truffaut)
Isabelle Adjani infine accetta e diviene la protagonista di Adele H. - Una storia d'amore (1975), optando per l'uscita dalla Comédie-Française e per la consacrazione alla carriera cinematografica a discapito di quella teatrale. La drammaticità della vicenda narrata esalta l'intensità recitativa dell'attrice. Adjani sembra posseduta dal personaggio, e questa circostanza colpisce l'intera troupe. Ostinandosi a rifiutare di ripetere le scene, l'attrice di origine berbera si impegna moltissimo durante le riprese, fino a trascinare l'équipe in uno stato di profonda tensione. Quello di Adèle Hugo è il primo esempio di personalità fragile e problematica, ai limiti della follia, interpretato da Isabelle Adjani nel corso della sua carriera al cinema. Una tipologia di ruolo che, forte della sua intensità recitativa, l'attrice si ritroverà ad interpretare con estremo successo molte volte in carriera.
Il film segna la ribalta internazionale dell'attrice. Premiata - tra gli altri - dal National Board of Review, nel 1976 Isabelle Adjani si aggiudica il David di Donatello per la migliore attrice straniera, ottiene la sua prima candidatura al César per la migliore attrice e, soprattutto, la sua prima nomination all'Oscar alla miglior attrice. Appena ventenne, Adjani diviene la più giovane candidata della storia all'Oscar alla migliore attrice protagonista, un record detenuto per ventotto anni, fino alla nomination della tredicenne Keisha Castle-Hughes nel 2004. Adjani è anche la prima candidata francese all'Oscar per un film interpretato in lingua madre.

### Il successo internazionale

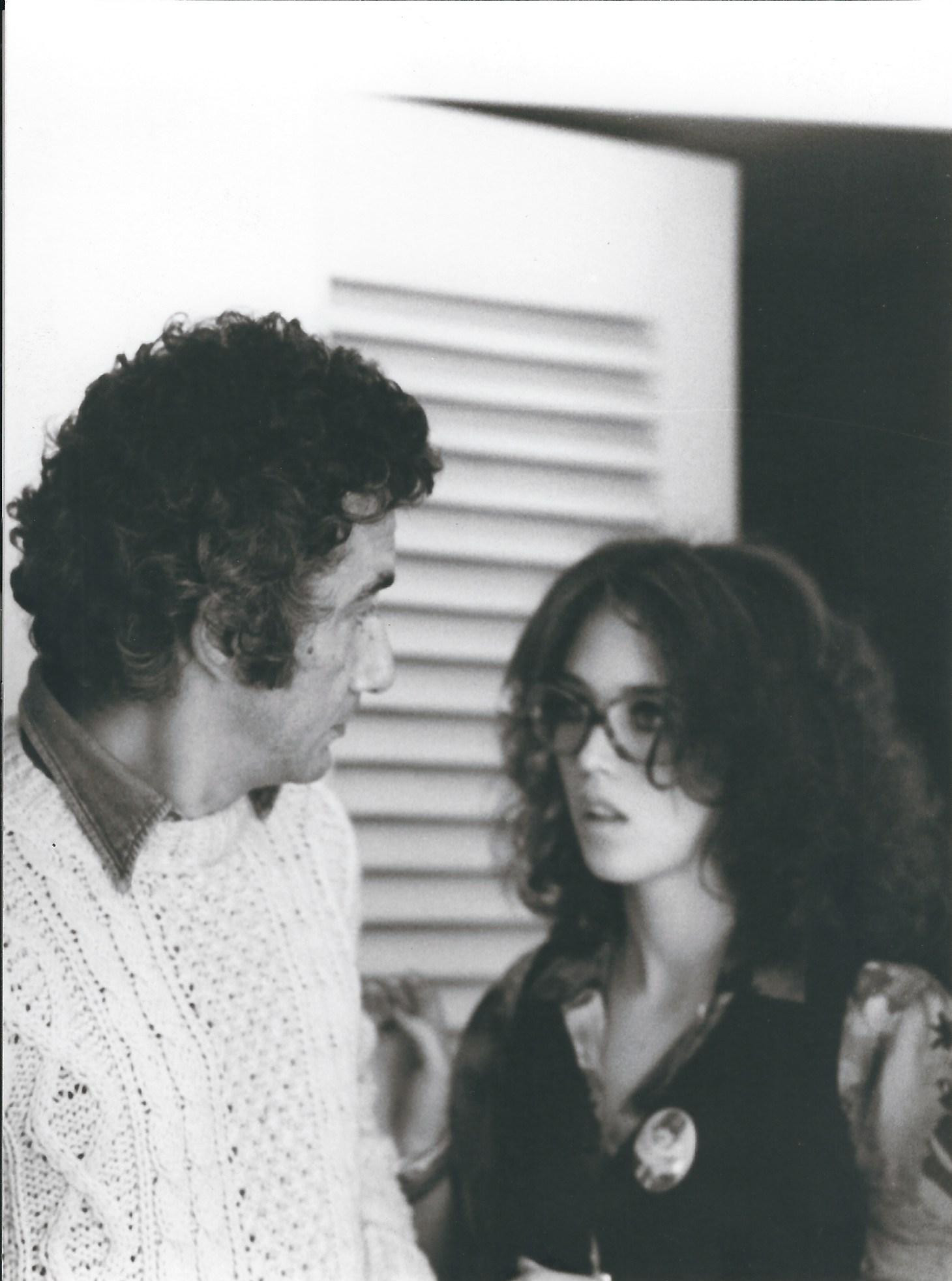
Isabelle Adjani con l'artista Herman Braun-Vega durante le riprese de L'inquilino del terzo piano (1976)

La ribalta internazionale ottenuta con Adele H. porta l'attrice a collaborare con Roman Polański nel thriller psicologico in lingua inglese L'inquilino del terzo piano (1976), film nel quale compare nel ruolo di Stella. Malgrado lo scarso successo al botteghino, con il tempo il film - terza pellicola della cosiddetta "trilogia dell'appartamento" del regista polacco - si affermerà come un cult movie.
Sempre nel 1976 lavora con il regista André Téchiné in Barocco, primo film girato insieme a Gérard Depardieu. Per questa pellicola Adjani ottiene la sua seconda candidatura al Premio César. Nello stesso periodo, a causa delle prospettate scene di nudo, declina l'offerta di Luis Buñuel per Quell'oscuro oggetto del desiderio. Dopo la commedia Vivere giovane (1977), il 1978 è l'anno dell'esordio hollywoodiano con Driver l'imprendibile di Walter Hill, nel quale l'attrice compare al fianco di Ryan O'Neal.
Tornata in Europa, nel 1979 Adjani è impegnata in Nosferatu, il principe della notte del regista tedesco Werner Herzog. Il film è il primo remake dello storico Nosferatu il vampiro (1922). L'attrice interpreta, contemporaneamente in inglese e tedesco, i panni della protagonista femminile, succedendo idealmente a Greta Schröder, protagonista del capolavoro di Friedrich Wilhelm Murnau. Tra le interpretazioni più celebri ed importanti della carriera di Isabelle Adjani, quella in Nosferatu, il principe della notte è una performance fortemente influenzata dallo stile dell'espressionismo tedesco. In merito all'interpretazione di Adjani nel film di Herzog, parlando dell'attrice, il noto critico cinematografico americano Roger Ebert esaltò la sua «curiosa qualità che sembra farla esistere su un piano etereo».
Nel 1979 l'attrice parigina interpreta anche Emily Brontë nel film di André Téchiné Les Sœurs Brontë. Nello stesso anno diventa madre di Barnabé, nato dall'unione con il direttore della fotografia Bruno Nuytten, conosciuto sul set di Barocco.

### L'interpretazione inPossessione l'apice
Dopo due anni di assenza, Isabelle Adjani fa ritorno al cinema nel 1981 con la commedia Clara et les Chics Types, ma soprattutto con la controversa pellicola in lingua inglese Possession, diretta dal polacco Andrzej Żuławski e girata a Berlino Ovest. Dopo avere in un primo momento rifiutato l'offerta per il film, spingendo la produzione a considerare Judy Davis, l'attrice francese ebbe infine un ripensamento sulla decisione iniziale (favorito anche dal compagno Bruno Nuytten), decidendo di accettare il difficile ruolo di Anna. Nel film - che vede nel cast anche Sam Neill - Adjani sfoggia la più iconica performance della sua carriera, interpretando con radicale intensità una donna lacerata da una profonda crisi spirituale e psicologica.
L'interpretazione dell'attrice francese in Possession, molto acclamata dalla critica internazionale, viene considerata tra le più sconvolgenti in assoluto nella storia del cinema horror, nonché tra le migliori interpretazioni femminili di tutti i tempi. Il film valse all'attrice vari premi, ma il vero trionfo è il Prix d'interprétation féminine al Festival di Cannes 1981, nel quale Adjani stabilisce un altro primato, venendo premiata come migliore attrice per due film nel corso della stessa edizione del festival. Oltre a Possession, Adjani è infatti premiata anche per Quartet, film diretto da James Ivory. Nel 1982, per l'interpretazione in Possession, l'attrice conquista anche il suo primo Premio César.
Il ruolo di Anna, reso ancora più esasperante dallo stile recitativo sopra le righe voluto dal regista Żuławski, si rivelò profondamente debilitante sul piano psicologico per Isabelle Adjani. In un’intervista rilasciata anni dopo l'attrice ha dichiarato che le ci vollero anni per riprendersi dall’esperienza del film. «Possession - spiegò Adjani nel 2002 - era un film impossibile da realizzare, e ciò che ho fatto in quel film era altrettanto impossibile. Eppure, l’ho fatto, e mi è costato carissimo. Nonostante tutti i premi, tutti gli onori che ho ricevuto, mai più un trauma del genere, nemmeno in un incubo». Non mancarono le voci, confermate dal regista, secondo cui l'attrice avrebbe tentato il suicidio dopo le riprese del film. L'iconica interpretazione di Isabelle Adjani in Possession, divenuta una vera e propria performance cult, ha ispirato il videoclip del singolo dei Massive Attack (feat. Young Fathers) Voodoo in My Blood (2016), che vede come protagonista Rosamund Pike. L'interpretazione di Adjani in Possession, inoltre, è stata fonte di ispirazione per Lily-Rose Depp in occasione delle riprese del film Nosferatu (2024) di Robert Eggers.
Dopo Possession l'attrice si ritrova ad interpretare ancora ruoli drammatici. Nel 1982 interpreta Antonieta Rivas Mercado nel film biografico Antonieta. Nello stesso anno è anche in Che cavolo mi combini papà?!! con Yves Montand. Durante questo periodo rifiuta il ruolo di protagonista in Prénom Carmen di Jean-Luc Godard per incompatibilità col regista. Nel 1983 è protagonista in Mia dolce assassina di Claude Miller e L'estate assassina di Jean Becker. Per quest'ultimo film - nel quale mette in scena una delle performance più sensuali ed intense della sua carriera - ottiene il suo secondo Premio César. Nel 1985 è la protagonista femminile di Subway di Luc Besson, film per il quale ottiene la quinta candidatura al César come migliore attrice.
Dopo il flop hollywoodiano di Ishtar (1987), nel 1988 Adjani diventa anche produttrice, finanziando il film biografico Camille Claudel, nel quale recita la parte dell'omonima scultrice al fianco di Gérard Depardieu. Per questo film - diretto dall'ex compagno Bruno Nuytten - l'attrice ottiene nel 1989 l'Orso d'argento per la migliore attrice ed il suo terzo Premio César. Nel 1990 arriva anche la seconda candidatura all'Oscar. A inizio anni novanta riduce le sue apparizioni cinematografiche per dedicarsi alla vita privata, contraddistinta dalla nuova relazione con l'attore Daniel Day-Lewis.

### Il ritorno al cinema

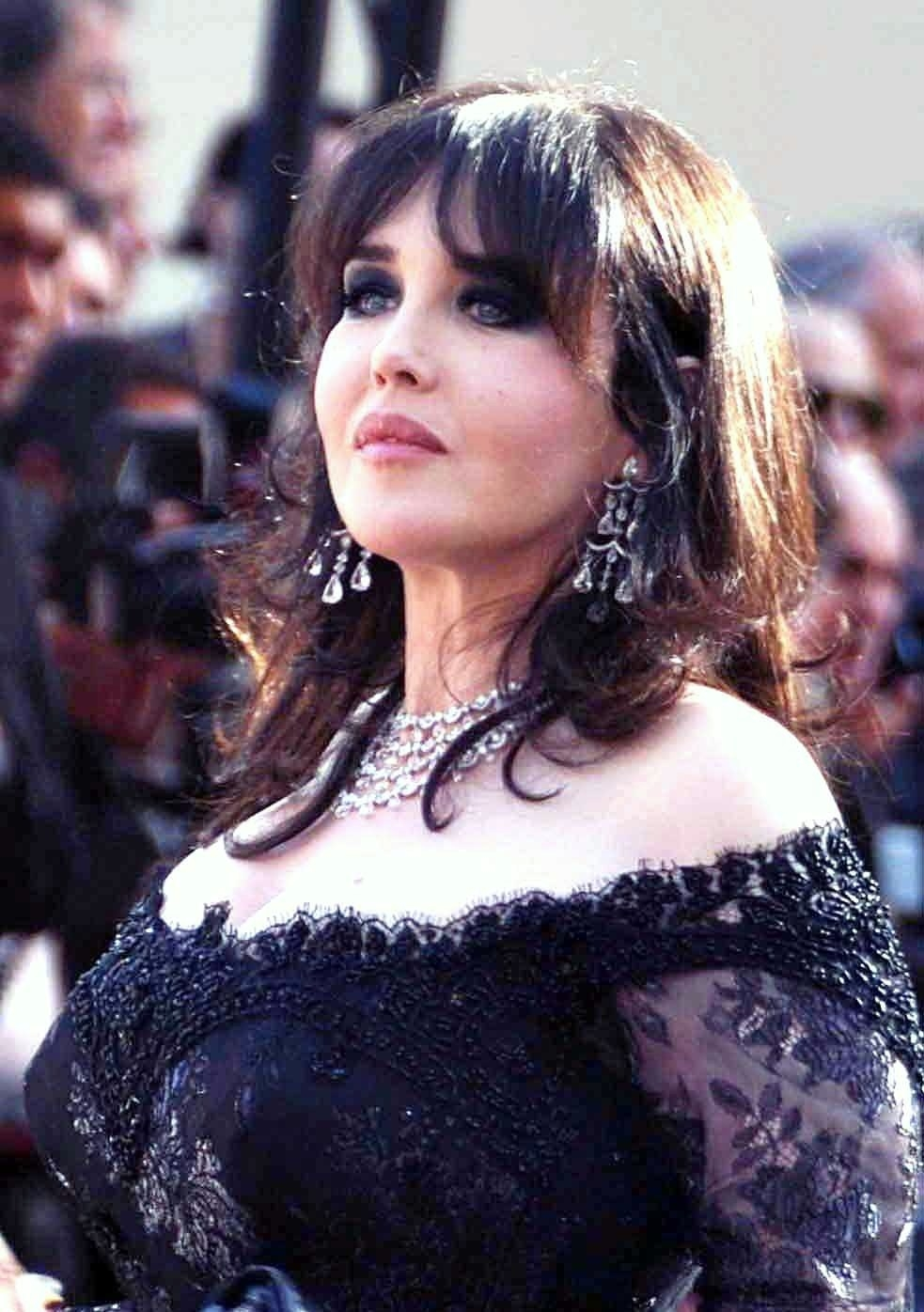
Isabelle Adjani al Festival di Cannes 2009

Il ritorno di Isabelle Adjani avviene nel 1994, quando interpreta Margherita di Valois ne La regina Margot di Patrice Chéreau, film per il quale ottiene il suo quarto César. Dopo la sofferta fine della relazione con Daniel Day-Lewis, torna ad Hollywood con Diabolique (1996) di Jeremiah S. Chechik. Nel 1997 presiede la giuria del 50° Festival di Cannes.
Ritornata al teatro nel 2000, interpreta La dame aux camélias con la regia di Alfredo Arias.  Nei primi anni duemila, dopo un periodo di pausa dal cinema, partecipa esclusivamente a film francesi, tra cui La Repentie (2002), Adolphe (2002), Bon Voyage (2003) e Monsieur Ibrahim e i fiori del Corano (2003). Nel 2006 torna al teatro con La Dernière Nuit pour Marie Stuart. Nel 2010 vince il suo quinto Premio César per l'interpretazione in La journée de la jupe (2009), stabilendo un record ineguagliato.
Nel 2011 è ancora con Gérard Depardieu in Mammuth, mentre negli ultimi anni ha recitato - tra gli altri - in Il mondo è tuo (2018), Sœurs (2020), Peter von Kant (2022), Masquerade - Ladri d'amore (2022) e Le ladre (2023). Negli anni più recenti partecipa anche a miniserie tv come La favorita del re (2022), nella quale interpreta la protagonista Diana di Poitiers, e The Perfect Couple (2024).
Nel 2022, in collaborazione con Olivier Steiner, lavora al monologo teatrale Le Vertige Marilyn, dedicato a Marilyn Monroe. Dal monologo è tratto il primo libro dell'attrice, Du côté de chez Marilyn, pubblicato nel 2024 e scritto a quattro mani con lo stesso Steiner.

## Carriera da cantante
Come molte sue colleghe, anche Isabelle Adjani si fa tentare dalla canzone: è Serge Gainsbourg che la fa esordire in questa disciplina nel 1974, facendole registrare, per uno show televisivo di Maritie e Gilbert Carpentier, la canzone Rocking Chair. Nel 1983 realizza un intero album, Isabelle Adjani, sotto la direzione di Gainsbourg e ottiene il primo posto nella hit parade dei 45 giri con Pull Marine, che si avvale di un videoclip realizzato da Luc Besson.
Alcuni anni dopo, farà uscire un singolo scritto senza Gainsbourg, La princesse au petit pois (La principessa sul pisello), che non otterrà grande successo. Nel 2006 si è parlato di un suo nuovo album, scritto da Jacno, dopo che dei tentativi precedenti con Pascal Obispo si erano rivelati infruttuosi. Dopo alcune collaborazioni musicali tra il 2002 ed il 2022, nel 2023 esce il suo secondo album, Adjani, bande originale, nel quale duetta con cantanti di fama internazionale come Seal, Simon Le Bon, Youssou N'Dour, Peter Murphy  e Benjamin Biolay.

## Vita privata

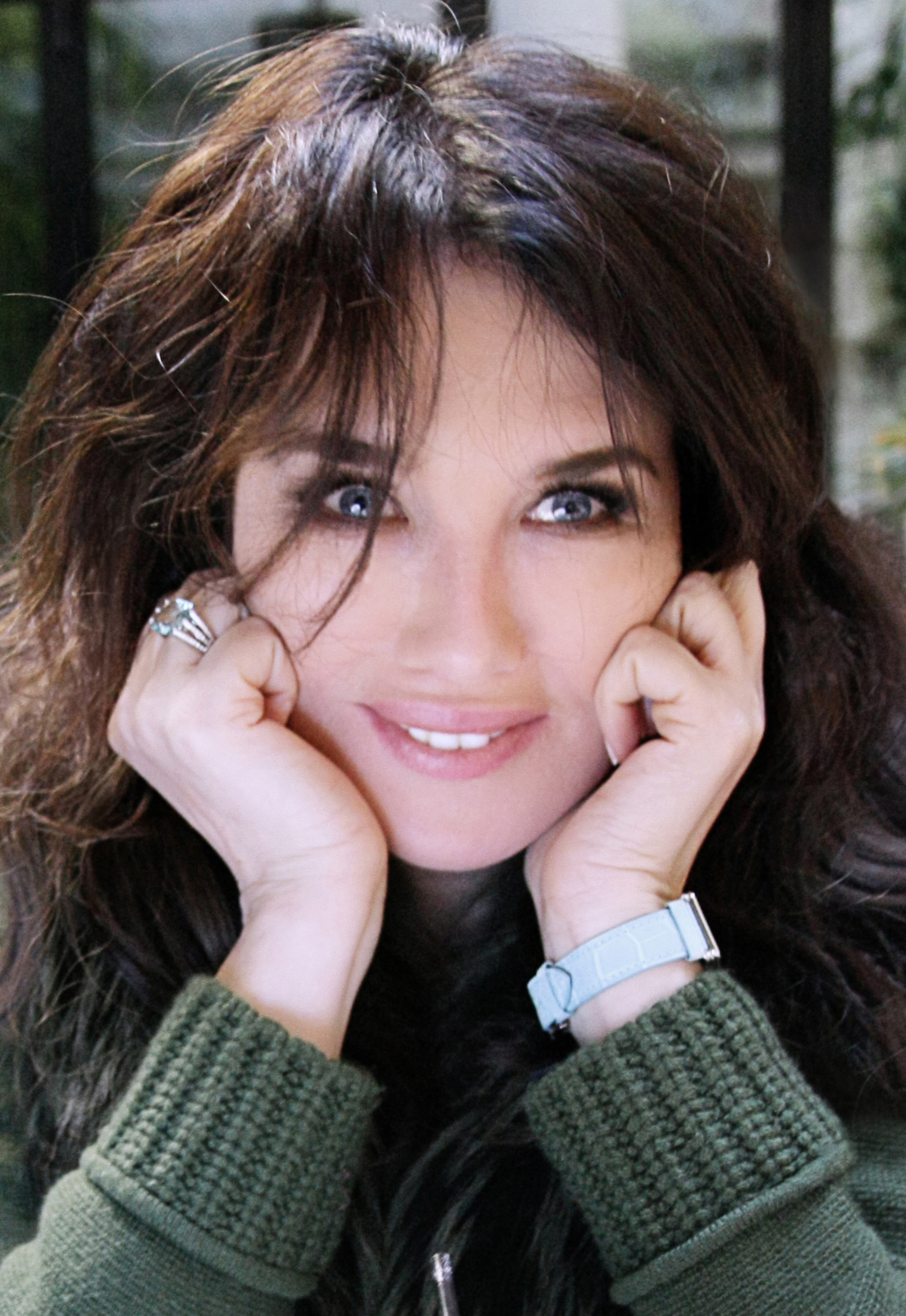
Isabelle Adjani nel 2012

A inizio carriera Isabelle Adjani è stata legata sentimentalmente a due colleghi della Comédie-Française: prima André Dussollier e poi Francis Huster. Dopo la relazione con il regista e direttore della fotografia Bruno Nuytten, padre del primo figlio Barnabé, a metà anni ottanta si è legata al collega americano Warren Beatty. 
Nel 1989, dopo la prima inglese di Camille Claudel, ha avviato una relazione con Daniel Day-Lewis, interrotta via fax dall'attore nel 1995, prima della nascita del figlio della coppia Gabriel-Kane. Nel 1996, per sottrarsi all'assedio di fans e giornalisti che le rendeva impossibile la vita a Parigi, l'attrice si è trasferita in Svizzera, a Ginevra, dove ha cresciuto il figlio. Nel primo decennio del nuovo secolo Adjani ha frequentato il musicista Jean-Michel Jarre e il neurochirurgo Stéphane Delajoux.
Spesso in contrasto con l'invadenza dei media nella sua vita privata, l'attrice è stata al centro delle polemiche al Festival di Cannes 1983, quando si rifiutò di partecipare al tradizionale photocall dopo la conferenza stampa di presentazione de L'estate assassina. In segno di protesta contro l'attrice, i fotografi decisero di boicottarla al suo arrivo sul red carpet per la prima del film: posarono le macchine fotografiche e le voltarono le spalle.
Tra il 1986 e l'inizio del 1987 l'attrice è stata vittima di una grave campagna diffamatoria, secondo la quale sarebbe stata malata di AIDS o addirittura già morta. Il 18 gennaio 1987 Adjani intervenne su TF1, intervistata da Bruno Masure, per smentire le illazioni e condannare l'accaduto. Il sociologo Jean-Noel Kapferer ha attribuito l'origine della campagna diffamatoria alle posizioni xenofobe del Front National, che si sarebbero riversate contro l'attrice dopo una sua intervista nella quale parlava del padre algerino.
La nipote Zoé Adjani-Vallat, figlia del fratello Éric Hakim, ha intrapreso a sua volta la carriera di attrice.

## Attivismo
Figura di spicco della diaspora algerina in Francia, Isabelle Adjani ha mantenuto un legame molto forte con il paese d'origine del padre. Nel 1988 si reca in Algeria e partecipa ad un comizio nel campus di Bouzaréah, alla vigilia del referendum proposto dal presidente Chadli Bendjedid, con l’intento di sostenere l'affermazione del sistema democratico.
Nel 1999 rifiuta di recarsi all’Eliseo per la cerimonia ufficiale in onore del presidente algerino Abdelaziz Bouteflika. Già nel 1997, sostenendo la manifestazione parigina «per la pace in Algeria», aveva rilasciato un'intervista di grande risonanza che le valse l'affetto del popolo algerino, con un titolo in prima pagina su Le Figaro: «L’Algeria mi impedisce di dormire, e a voi?». Nel 2009 partecipa all’inaugurazione del Festival panafricano di Algeri.
Nel 1989, in occasione della cerimonia con cui le è assegnato il Premio César per Camille Claudel, fa scalpore leggendo un brano del romanzo I versi satanici di Salman Rushdie, su cui pendeva una fatwā dell'Ayatollah iraniano Ruhollah Khomeyni.

## Filmografia

### Cinema
- Le Petit Bougnat, regia di Bernard Toublanc-Michel (1970)
- I primi turbamenti (Faustine et le bel été), regia di Nina Companez (1972)
- Ariane, regia di Jean-Pierre de San Bartolomé (1974)
- Lo schiaffo (La Gifle), regia di Claude Pinoteau (1974)
- Adele H. - Una storia d'amore (L'Histoire d'Adèle H.), regia di François Truffaut (1975)
- L'inquilino del terzo piano (Le Locataire), regia di Roman Polański (1976)
- Barocco, regia di André Téchiné (1976)
- Vivere giovane (Violette et François), regia di Jacques Rouffio (1977)
- Driver l'imprendibile (The Driver), regia di Walter Hill (1978)
- Nosferatu, il principe della notte (Nosferatu: Phantom der Nacht), regia di Werner Herzog (1979)
- Les Sœurs Brontë, regia di André Téchiné (1979)
- Clara et les Chics Types, regia di Jacques Monnet (1981)
- Possession, regia di Andrzej Żuławski (1981)
- Quartet, regia di James Ivory (1981)
- L'Année prochaine... si tout va bien, regia di Jean-Loup Hubert (1981)
- Che cavolo mi combini papà?!! (Tout feu, tout flamme), regia di Jean-Paul Rappeneau (1982)
- Antonieta, regia di Carlos Saura (1982)
- Mia dolce assassina (Mortelle randonnée), regia di Claude Miller (1983)
- L'estate assassina (L'été meurtrier), regia di Jean Becker (1983)
- Subway, regia di Luc Besson (1985)
- T'as de beaux escaliers, tu sais..., regia di Agnès Varda - cortometraggio (1986)
- Ishtar, regia di Elaine May (1987)
- Camille Claudel, regia di Bruno Nuytten (+ produttrice) (1988)
- Toxic Affair, regia di Philomène Esposito (1993)
- La Regina Margot (La Reine Margot), regia di Patrice Chéreau (1994)
- Cento e una notte (Les cent et une nuits de Simon Cinéma), regia di Agnès Varda (1995)
- Diabolique, regia di Jeremiah S. Chechik (1996)
- Paparazzi, regia di Alain Berbérian (1998)
- La Repentie, regia di Laetitia Masson (2002)
- Adolphe, regia di Benoît Jacquot (2002)
- Bon Voyage, regia di Jean-Paul Rappeneau (2003)
- Monsieur Ibrahim e i fiori del Corano, regia di François Dupeyron (2003)
- La journée de la jupe, regia di Jean-Paul Lilienfeld (2008)
- Mammuth, regia di Benoît Delépine e Gustave de Kervern (2010)
- De force, regia di Frank Henry (2011)
- David et Madame Hansen, regia di Alexandre Astier (2012)
- Ishkq in Paris, regia di Prem Soni (2012)
- 11 donne a Parigi (Sous les jupes des filles), regia di Audrey Dana (2014)
- Carole Matthieu, regia di Louis-Julien Petit (2016)
- Il mondo è tuo (Le monde est à toi), regia di Romain Gavras (2018)
- Sœurs, regia di Yamina Benguigui (2020)
- Peter von Kant, regia di François Ozon (2022)
- Masquerade - Ladri d'amore (Mascarade), regia di Nicolas Bedos (2022)
- Le ladre (Voleuses), regia di Mélanie Laurent (2023)

### Televisione
- L'École des femmes, regia di Raymond Rouleau - film TV (1973)
- L'avaro (L'Avare), regia di René Lucot - film TV (1974)
- Le secret des Flamands, regia di Robert Valey – miniserie TV (1974)
- Ondine, regia di Raymond Rouleau – film TV (1975)
- Figaro, regia di Jacques Weber – film TV (2008)
- Aicha: Job à tout prix, regia di Yamina Benguigui – film TV (2011)
- Chiami il mio agente! – serie TV, episodio 2x04 (2017)
- Capitaine Marleau – serie TV, episodio 2x07 (2018)
- La favorita del re (Diane de Poitiers), regia di Josée Dayan – miniserie TV (2022)
- The Perfect couple, regia di Susanne Bier – miniserie TV (2024)
- Soleil noir, regia di Marie Jardillier e Edouard Salier – miniserie TV (2025)

### Documentari
- Isabelle Adjani, 2 ou 3 choses qu'on ne sait pas d'elle, regia di Frank Dalmat (2013)

### Doppiatrice
- Lung Ta: les Cavaliers du vent, regia di Franz-Christoph Giercke e Marie-Jaoul de Poncheville (1990)
- Rapunzel - L'intreccio della torre, voce francese di madre Gothel

## Teatro

### Con la Comédie-Française
- Il borghese gentiluomo di Molière, regia di Jean-Louis Barrault (1972)
- L'avaro di Molière, regia di Jean-Paul Roussillon (1973)
- Port-Royal di Henry de Montherlant, regia di Jean Meyer (1973)
- Ondine di Jean Giraudoux, regia di Raymond Rouleau (1974)
- La casa di Bernarda Alba di Federico García Lorca, regia di Robert Hossein (1974)

### Fuori dalla Comédie-Française
- La casa di Bernarda Alba di Federico García Lorca, regia di Robert Hossein (1972)
- La signorina Julie di August Strindberg, regia di Jean-Paul Roussillon (1983)
- La signora delle camelie di Alexandre Dumas figlio, regia di Alfredo Arias (2000)
- Kinship di Carey Perloff, regia di Dominique Borg (2014)
- L'Amour et les Forêts di Éric Reinhardt, regia di Laurent Bazin (2017)
- La sera della prima di John Cassavetes, regia di Cyril Teste (2019-20)
- Le Vertige Marilyn, regia di Oliver Steiner e Emmanuel Lagarrigue, (2022-23)

## Discografia

### Album in studio
- 1983 – Isabelle Adjani
- 2023 – Adjani, bande originale

## Riconoscimenti

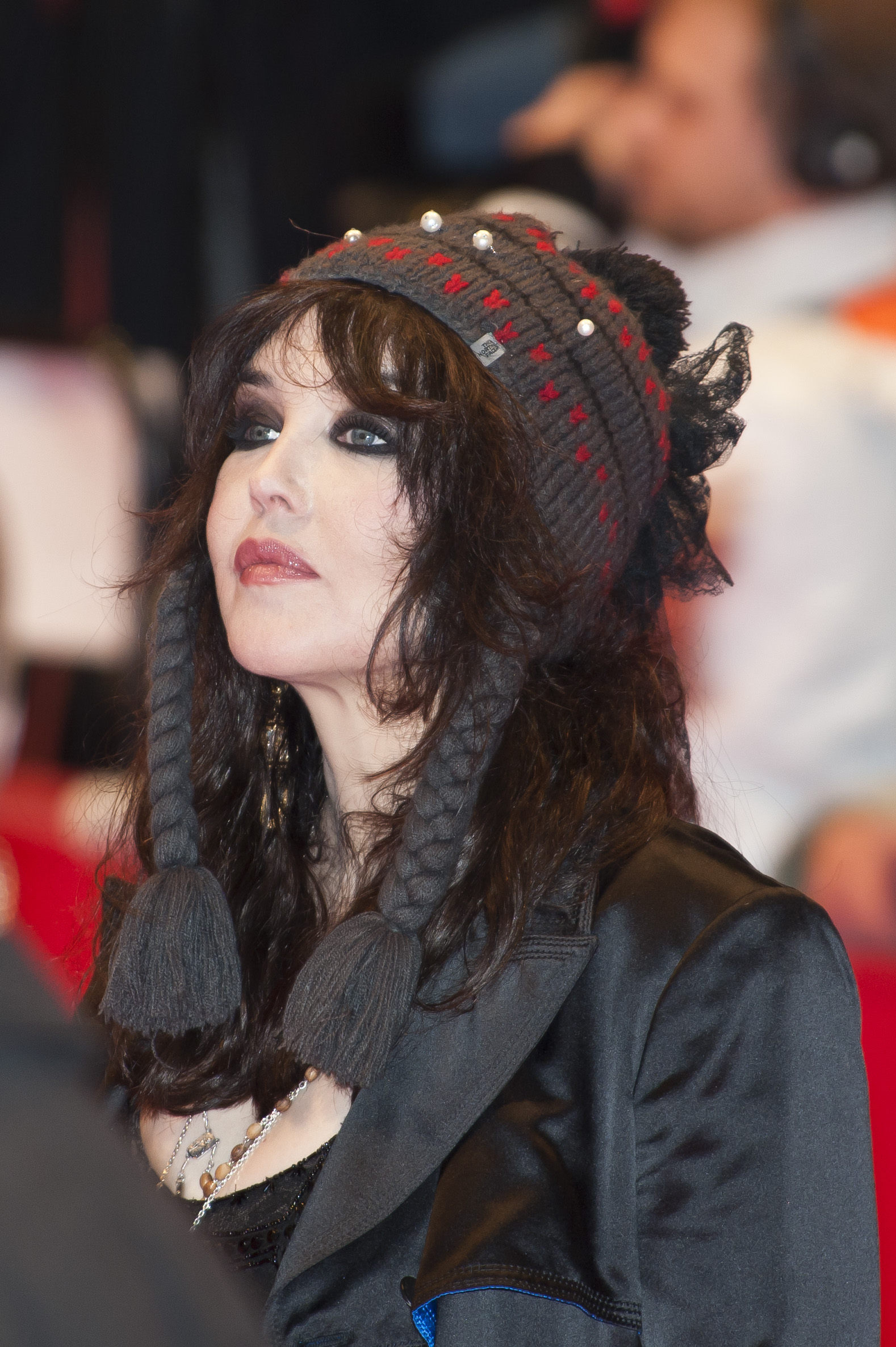
Isabelle Adjani alla Berlinale nel 2010

- Premio Oscar
1976 – Candidatura per la miglior attrice protagonista per Adele H. - Una storia d'amore
1990 – Candidatura per la miglior attrice protagonista per Camille Claudel
- Festival di Cannes
1981 – Prix d'interprétation féminine per Quartet e Possession
- Festival internazionale del cinema di Berlino
1989 – Orso d'argento per la migliore attrice per Camille Claudel
- Premio César
1976 – Candidatura per la migliore attrice per Adele H. – Una storia d'amore
1977 – Candidatura per la migliore attrice per Barocco
1982 – Migliore attrice per Possession
1984 – Migliore attrice per L'estate assassina
1986 – Candidatura per la migliore attrice per Subway
1989 – Migliore attrice per Camille Claudel
1995 – Migliore attrice per La regina Margot
2010 – Migliore attrice per La journée de la jupe
2019 – Candidatura per Migliore attrice non protagonista per Le monde est à toi
- David di Donatello
1975 – David speciale per Lo schiaffo
1976 – Migliore attrice straniera per Adele H. – Una storia d'amore
- National Board of Review
1975 – Miglior attrice per Adele H. – Una storia d'amore
- National Society of Film Critics Awards
1975 – Miglior attrice per Adele H. – Una storia d'amore
- New York Film Critics Circle Awards
1975 – Miglior attrice protagonista per Adele H. – Una storia d'amore
- Premio Lumière
2010 – Miglior attrice per La journée de la jupe
- Deutscher Filmpreis
1979 – Candidatura per la miglior attrice protagonista per Nosferatu, il principe della notte
1982 – Candidatura per la miglior attrice protagonista per Possession
- Premio Bambi
1978 – Premio Bambi per Adele H. – Una storia d'amore
- Festival du film de Cabourg
2003 – Miglior attrice per Adolphe
- Festival Internacional de Cine de Cartagena de Indias
1976 – Golden India Catalina per la miglior attrice per Adele H. – Una storia d'amore
- Festival internazionale del cinema di Porto
1983 – Miglior attrice per Possession
- Globe de cristal
2010 – Miglior attrice per La journée de la jupe
- Jupiter Award
1985 – Miglior attrice internazionale
- Festival della televisione di Monte Carlo
2009 – Ninfa d'oro per la miglior attrice per La journée de la jupe
- Montreal World Film Festival
2004 – Grand Prix Special des Amériques
- Nastro d'argento
1991 – Candidatura al Nastro d'argento europeo
- Étoiles d'or du cinéma français
2010 – Miglior attrice per La journée de la jupe
- Prix SACD
1974 – Premio Suzanne Bianchetti
- Premio YoGa
2005 – Peggior attrice straniera per Bon Voyage

## Doppiatrici italiane
Nelle versioni in italiano delle opere in cui ha recitato, Isabelle Adjani è stata doppiata da:
- Rossella Izzo in Lo schiaffo, Adele H. - Una storia d'amore, L'inquilino del terzo piano, Nosferatu, il principe della notte, L'estate assassina
- Cristina Boraschi in Bon Voyage, Il mondo è tuo, Le ladre
- Serena Verdirosi ne I primi turbamenti, Driver l'imprendibile
- Vittoria Febbi in Subway, Camille Claudel
- Franca D'Amato in Diabolique, Masquerade - Ladri d'amore
- Roberta Pellini in Mammuth, 11 donne a Parigi
- Roberta Greganti in Possession (2º ridoppiaggio), The Perfect Couple
- Ada Maria Serra Zanetti in Possession
- Doriana Chierici in Quartet
- Lorenza Biella in Che cavolo mi combini papà?!!
- Isabella Pasanisi in Ishtar
- Alessandra Cassioli ne La regina Margot
- Chiara Colizzi in Peter von Kant
- Alessandra Korompay in La favorita del re
- Lucia Valenti in Possession (1º ridoppiaggio)